# Холцхајм (Ној-Улм)
Холцхајм (њем. Holzheim) општина је у њемачкој савезној држави Баварска. Једно је од 17 општинских средишта округа Ној-Улм. Према процјени из 2010. у општини је живјело 1.757 становника. Посједује регионалну шифру (AGS) 9775126.

## Географски и демографски подаци
Холцхајм се налази у савезној држави Баварска у округу Ној-Улм. Општина се налази на надморској висини од 475 метара. Површина општине износи 7,6 km². У самом мјесту је, према процјени из 2010. године, живјело 1.757 становника. Просјечна густина становништва износи 231 становника/km².